# Стюартия псевдокамеллия
Стюа́ртия псевдокаме́ллия (лат. Stewartia pseudocamellia) — вид растений рода Стюартия (Stewartia) семейства Чайные (Theaceae).

## Ботаническое описание

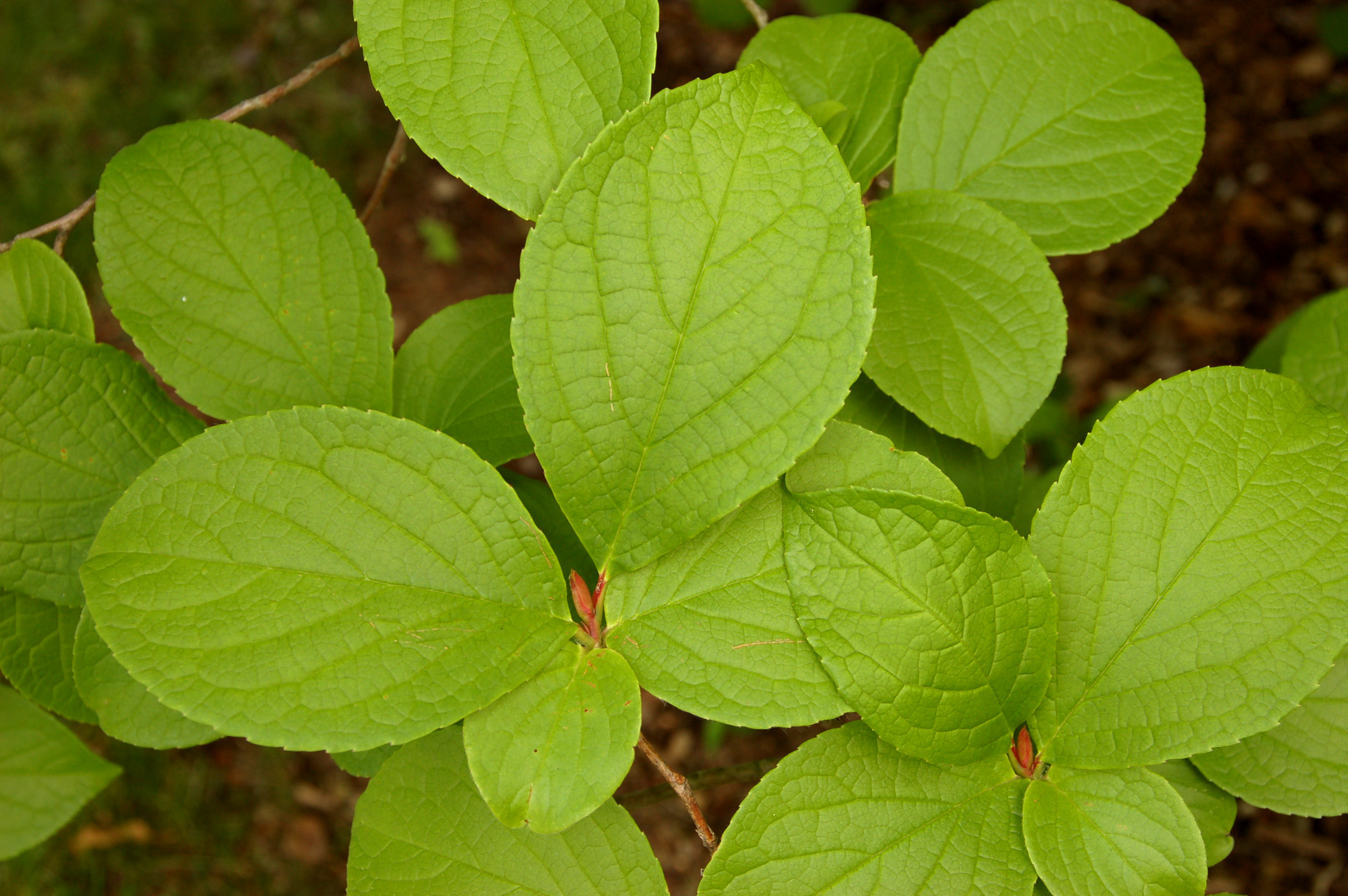
Листья стюартии

Стюартия псевдокамеллия — небольшое дерево до 20 м в высоту. Молодые ветки черновато-серые, кора взрослых веток гладкая, неоднородно окрашенная, с розоватыми, буроватыми и сероватыми участками.
Листья на черешках до 1,5 см длиной, сама листовая пластинка до 11,5 см длиной и до 8 см шириной, эллиптическая или широкояйцевидная, с зазубренным краем.
Цветки в основном пазушные. Прицветники мелкие, прижатые к чашечке. Чашечка разделена на 5 свободных утолщённых чашелистиков округлой формы. Венчик из пяти свободных белых лепестков округлой формы, с внешней стороны густо опушённых. Тычинки многочисленные, в нижней части сросшиеся в трубку, голые. Завязь коническая, 5—6-угольная.
Плоды — прижато-опушённые красно-коричневые коробочки яйцевидной формы, до 2,4 см длиной. Семена по 4 в каждом гнезде, 2 из них часто стерильные, красно- или фиолетово-коричневые, яйцевидные или обратнояйцевидные, с шершавой поверхностью.
Число хромосом — 2n = 30.

## Ареал
Стюартия псевдокамеллия в природе распространена в горных районах Южной Кореи, а также в Японии — на островах Хонсю, Кюсю и Сикоку. Широко культивируется как декоративное растение в Европе и Америке.

## Таксономия

### Синонимы
- Stewartia grandiflora Carrière, 1874
- Stewartia japonica G.Nicholson, 1894
- Stewartia koreana Nakai ex Rehder, 1928
- Stewartia pseudocamellia var. koreana (Nakai ex Rehder) Sealy, 1948